# Nokia 1101
Nokia 1101 – telefon z serii N10. Cechuje się dużym monochromatycznym wyświetlaczem oraz długim czasem działania (do 300 godzin w czasie gotowości).

## Funkcje dodatkowe
- stoper
- budzik
- kalkulator
- latarka
- polskie menu
- WAP
- wymienne obudowy
- alarm wibracyjny
- kompozytor
- gry